# Segestria senoculata
Espèce
Synonymes
- Aranea senoculata Linnaeus, 1758
- Aranea scopulorum Fabricius, 1779
- Segestria corvulus Jarocki, 1825
- Segestria krausi Braun, 1963

Segestria senoculata est une espèce d'araignées aranéomorphes de la famille des Segestriidae.

## Distribution
Cette espèce se rencontre dans la zone Paléarctique.

## Description

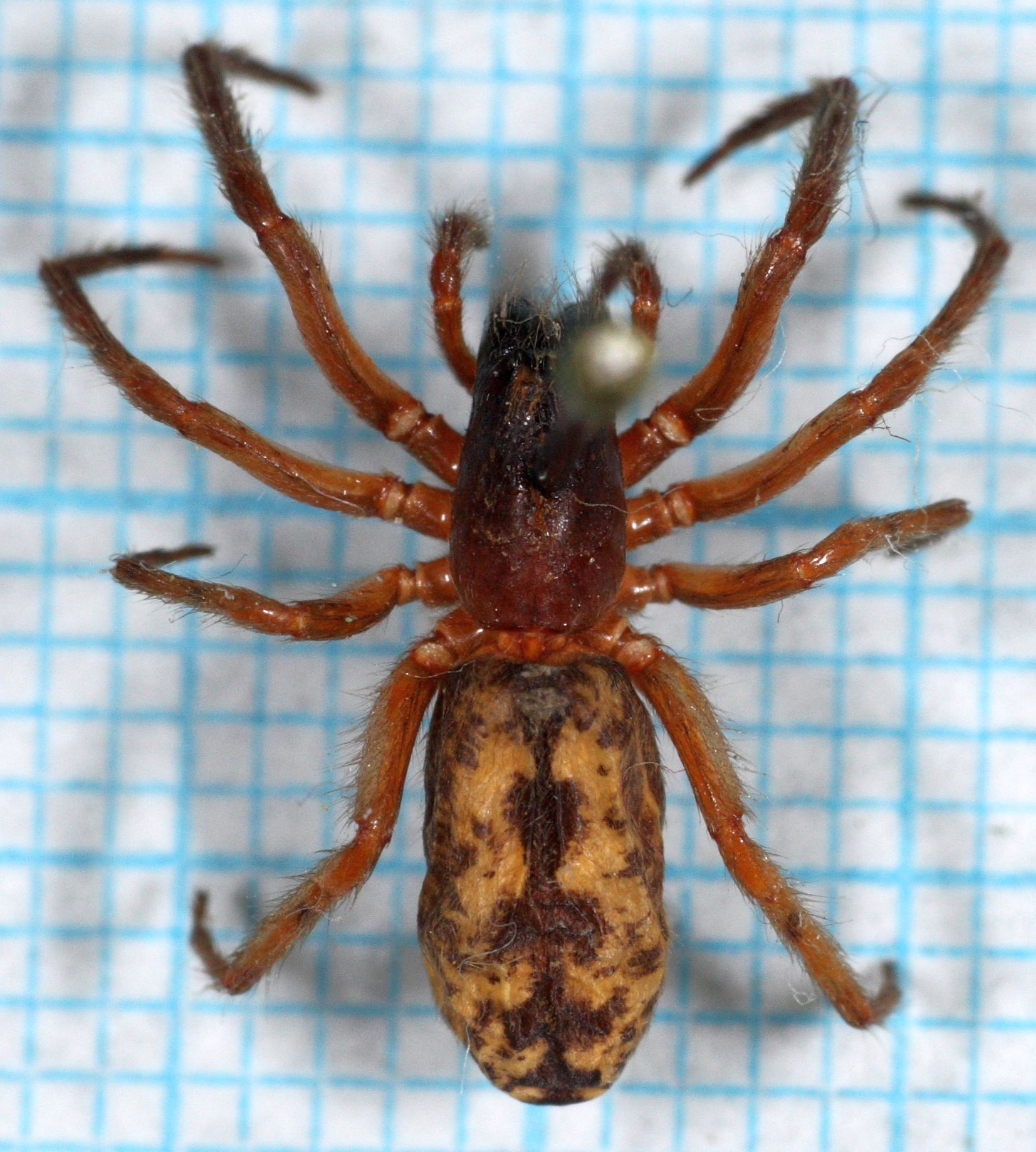
Segestria senoculata

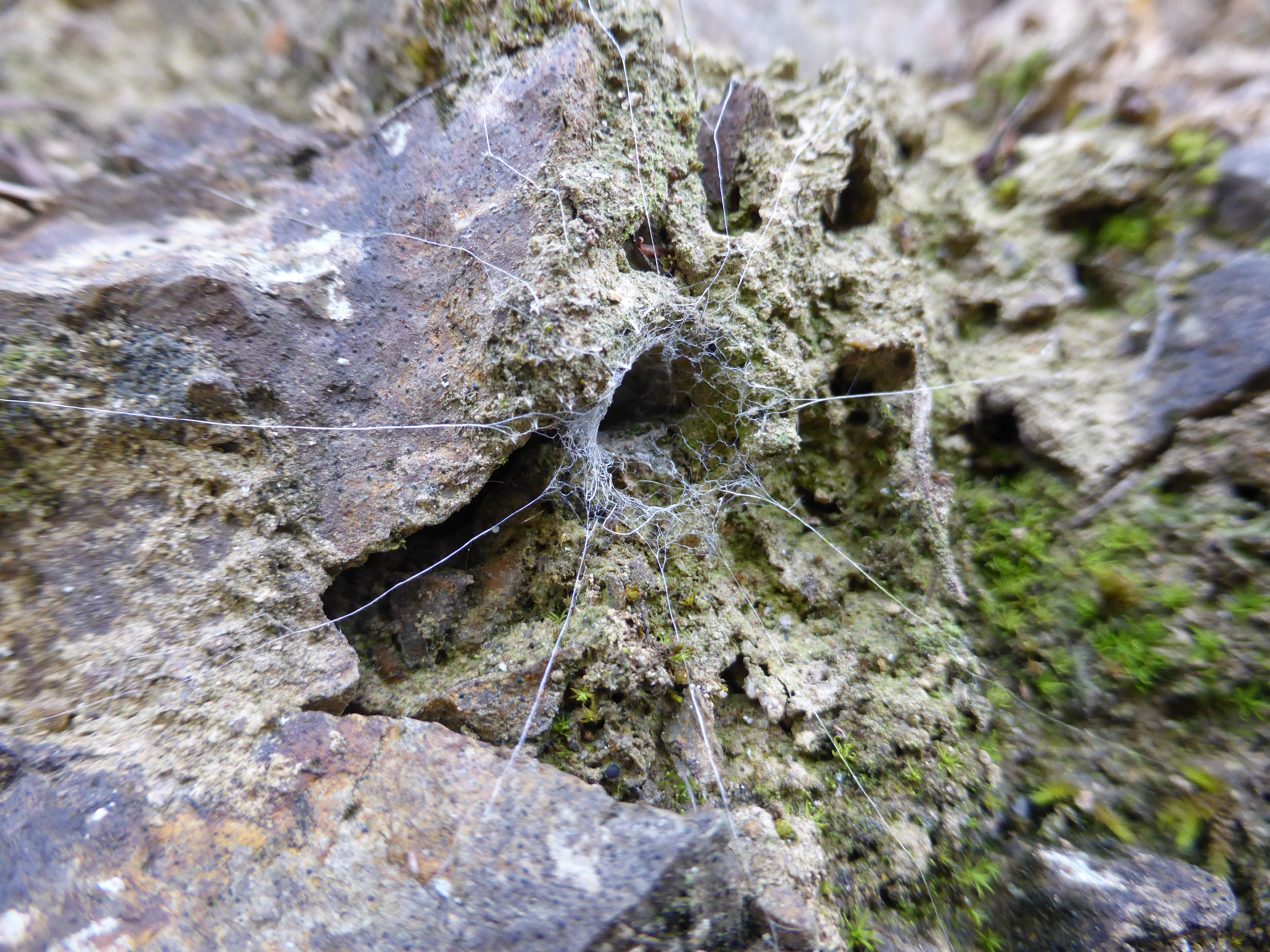
Entrée de la toile d'une Segestria senoculata des Pyrénées-Orientales.

Son corps mesure autour des 9 mm, et elle est brun sombre, arborant des motifs sur son opisthosome.
Elle peut être confondue avec les juvéniles de Ségestries florentines.

## Liste des sous-espèces
Selon World Spider Catalog (version 15.0, 2014) :
- Segestria senoculata senoculata (Linnaeus, 1758)
- Segestria senoculata castrodunensis Gétaz, 1889

## Publications originales
- Linnaeus, 1758 : Systema naturae per regna tria naturae, secundum classes, ordines, genera, species, cum characteribus, differentiis, synonymis, locis, ed. 10 (texte intégral).
- Gétaz, 1889 : Notes araneologique sur le Pays-d'enhaut. Bulletin de la Société vaudoise des sciences naturelles, sér. 3, vol. 25, p. 60-64.